# Austrochaperina adelphe
Austrochaperina adelphe é uma espécie de anfíbio da família Microhylidae.
É endémica da Austrália.
Os seus habitats naturais são: pântanos subtropicais ou tropicais, savanas húmidas, rios intermitentes, pântanos, marismas intermitentes de água doce, plantações , jardins rurais, florestas secundárias altamente degradadas e canals e valas.